# Saison 4 du Disney Club
Chronologie
Saison 3 Saison 5
La saison 4 du Disney Club est diffusée sur TF1 du 6 septembre 1992 au 31 août 1993. Du fait qu'il s'agisse de la première saison à passer de 3 à 4 séries de dessins-animés le dimanche, remplissant ainsi l'ancienne case horaire des séries avec acteurs déprogrammées en septembre 1991, elle est classée dans la période de l'« âge de d'or ».

## Animateurs et Fiche technique

### Les Animateurs
Cette saison constitue la dernière de l'émission dont l'équipe de présentation est celle d'origine. Les rôles entre les trois animateurs suivent la même logique que celle initiée lors de la première saison, à savoir un trio très équilibré et sans vrai chef, même si Julie joue un peu les grandes sœurs pour Philippe et Nicolas.

Les noms en rouge sont ceux du Trio infernal, les trois animateurs d'origine, tandis que sont en bleu ceux de leurs successeurs.
- Julie
- Philippe
- Nicolas

## Reportages, rubriques et invités

### Les reportages

#### Le dimanche matin
| Date               | Reportage n°1 | Reportage n°2 | Invité                                                                               |
| ------------------ | --- | --- | ------------------------------------------------------------------------------------ |
| 6 septembre 1992,  | Julie, Philippe et Nicolas visitent le Japon à Epcot | Julie et Nicolas visitent le Musée du Cinéma Henri Langlois | Claude Kapp fait un tour avec des anneaux et des Hula hoop                           |
| 13 septembre 1992, | Julie, Philippe et Nicolas se font enseigner le croquet par Dingo à l'Hotel Port Orléans à Disney World | Julie visite les vignobles de la République de Montmartre en compagnie de son Président Maurice His | Kim Silver, champion d'art martiaux                                                  |
| 20 septembre 1992, | Julie, Philippe et Nicolas découvre Imageworld à Epcot | Nicolas s'initie au racketball | Catherine Maunoury, championne de voltige aérienne                                   |
| 27 septembre 1992, | Julie, Philippe et Nicolas testent différents moyens de se déplacer sur l'eau à Disney World en utilisant le ferry boat Magic Kingdom II, le canot automobile Starcraft, le bateau à roue à aube Richar E. Irvine , un canoe et un pédalo | Philippe et Julie découvrent le petit train de Montmartre | Le pilote de moto acrobatique Jean-Pierre Goy, champion de trial (la moto évolutive) |
| 4 octobre 1992,    | Julie, Philippe et Nicolas au Polynesian Hotel à Epcot Center | Nicolas essaie de peindre le portrait de Julie à la Maison Fournaise | Les secrets de magie de Stephan Leyshon, un illusionniste                            |
| 11 octobre 1992,   | La visite de The Great Movie Ride en Floride | Les cascades aériennes avec Catherine Maunoury | Benoit Saint Venant, un spécialiste des véhicules à propulsion humaine               |
| 18 octobre 1992    | Philippe découvre les voitures du future à Disney World | Philippe effectue un vol à bord d'un Yakovlev Yak-11 | Lorena championne de Hula Hoop                                                       |
| 25 octobre 1992    | Julie a rencontré la Belle et la Bête qui l'ont conduit dans l'ancien Theater of the stars pour voir quelques extraits sans paroles du film homonyme | Julie, Philippe et Nicolas rencontrent Popeye un spécialiste de l'aviron | Alain Posture, un imitateur                                                          |
| 1er novembre 1992  | Julie, Philippe et Nicolas jouent au golf | Julie, Philippe et Nicolas font du canoë-kayak |                                                                                      |
| 8 novembre 1992    | Le style band des Pirates à EuroDisney | Première partie de Nicolas s'initiant au saut en parachute | Isabelle, une danseuse, et son rat                                                   |
| 15 novembre 1992,  | Nicolas et Philippe prennent Julie en photo pour remporter un concours à EuroDisney | Seconde partie de Nicolas s'initiant au saut en parachute | Stéphane Ellard, un médecin pour poisson                                             |
| 22 novembre 1992,  | Nicolas se fait coiffer au Barber Shop par Philippe et Julie en Mr. Jules à EuroDisney | Nicolas et Julie découvrent la confection des fleurs en tissu | Jojo Bulle, un faiseur de bulle                                                      |
| 29 novembre 1992,  | Julie, Philippe et Nicolas découvrent l'illumination de l'Arbre de Noël de EuroDisney par 425 enfants | Julie et Nicolas se défient à l'escrime | Robin Hasta Luego, un spécialiste de la voltige à cheval                             |
| 6 décembre 1992,   | Julie, Philippe et Nicolas visitent la boutique des souvenirs de EuroDisney | Philippe et Nicolas à la recherche de Julie vont aux Objets trouvés | Les contorsions des Spartaks                                                         |
| 13 décembre 1992,  | Le spectacle sur glace de Peter Pan | Julie, Philippe et Nicolas découvrent la boutique de monsieur Rigaudon un fabricand de marionnettes | Cécile Nowak                                                                         |
| 20 décembre 1992,  | émission Spéciale Noël réalisée à Euro Disney - Julie, Philippe et Nicolas rencontrent Mickey et Minnie au Disneyland Hotel - Julie, Philippe et Nicolas écoutent l'orchestre de Main Street - Julie, Philippe et Nicolas prennent un petit déjeuner au Victoria’s Home-Style Restaurant et écoutent une fanfare avant d'être rejoint par Tic et Tac - Philippe avec Alice et le lapin blanc - Reportage n°1: Philippe découvrent les secrets de fabrication des décorations de Noël à Eurodisney - Julie, Philippe et Nicolas ont leur jeep coincée dans les sables d'adventureland - Julie dans le bazar d'Aladdin - Julie, Philippe et Nicolas devant le puits aux souhaits - Reportage n°2: Julie, Philippe et Nicolas visitent l'atelier d'Ariel spécialisée dans la réparation des poupées de porcelaine - Julie, Philippe et Nicolas au pied du Château de la belle au Bois Dormant - Julie et Nicolas devant le Videopolis Theatre écoutent le groupe les Voyagers" - Julie, Philippe et Nicolas avec Belle devant le Château de la belle au Bois Dormant - Les animateurs de tous les Disney Club européens souhaitent un joyeux Noël dans le générique de fin | émission Spéciale Noël réalisée à Euro Disney - Julie, Philippe et Nicolas rencontrent Mickey et Minnie au Disneyland Hotel - Julie, Philippe et Nicolas écoutent l'orchestre de Main Street - Julie, Philippe et Nicolas prennent un petit déjeuner au Victoria’s Home-Style Restaurant et écoutent une fanfare avant d'être rejoint par Tic et Tac - Philippe avec Alice et le lapin blanc - Reportage n°1: Philippe découvrent les secrets de fabrication des décorations de Noël à Eurodisney - Julie, Philippe et Nicolas ont leur jeep coincée dans les sables d'adventureland - Julie dans le bazar d'Aladdin - Julie, Philippe et Nicolas devant le puits aux souhaits - Reportage n°2: Julie, Philippe et Nicolas visitent l'atelier d'Ariel spécialisée dans la réparation des poupées de porcelaine - Julie, Philippe et Nicolas au pied du Château de la belle au Bois Dormant - Julie et Nicolas devant le Videopolis Theatre écoutent le groupe les Voyagers" - Julie, Philippe et Nicolas avec Belle devant le Château de la belle au Bois Dormant - Les animateurs de tous les Disney Club européens souhaitent un joyeux Noël dans le générique de fin | Sabine Marcon avec la nouvelle ambassadrice d'EuroDisney Noëlla GEMKE                |
| 27 décembre 1992,  | Julie, Philippe et Nicolas enquête au Disney's Ranch Davy Crockett pour découvrir que Tic et Tac leur ont offert des cadeaux | Nicolas tente de réaliser le buste de Julie à l'atelier de sculpture de Dominique Vial | Sabrina Hasta Luego, cavalière de 4 ans et demi avec son poney Pompon                |
| 3 janvier 1993,    | Julie et Philippe découvrent les accessoires de Frontierland à Euro Disney | Nicolas rencontre Mathieu, clown au cirque Arlette Gruss | Le docteur-vétérinaire Payence explique comment s'occuper d'un animal domestique     |
| 10 janvier 1993,   | Nicolas visite l'attraction Le Visionarium d'Euro Disney | Julie, Philippe et Nicolas découvrent le tir à l'arc | Le numéro de jonglage de Pizzicato du Cirque Baroque                                 |
| 17 janvier 1993,   | Philippe découvre l'Ikebana avec Julie | Philippe et Nicolas rencontre Richard, un sculpteur de bois à Eurodisney | Jean-Philippe Gatien                                                                 |
| 24 janvier 1993    | Philippe et Julie découvre la fabrication des bagues de la Place Vendôme | Julie et Philippe recherchent Nicolas dans le Bazar d'Aladdin à Eurodisney | Bijou et Stéphane, deux clowns                                                       |
| 31 janvier 1993,   | Julie, Philippe et Nicolas découvrent un cours d'émaux sur cuivre | Julie, Philippe et Nicolas assistent à la parade d'Alladdin aux studios MGM de Disney World | Le numéro deq contorsionnistes Manoue et Tika du Cirque Baroque                      |
| 7 février 1993     | | |                                                                                      |
| 14 février 1993    | Julie et Nicolas découvrent la magasin Trousselier spécialisé dans la fabrication de fleurs artificielles | Philippe et Nicolas pèchent à Disney World | Le ventriloque Philippe Lecomte et Nikki                                             |
| 21 février 1993    | Nicolas et Julie découvre "Mariages Frères" une maison de thé | Julie, Philippe et Nicolas découvrent le spectacle musicale de "La Belle et la Bête" au Vidéopolis de Eurodisney | Ambre et Basil participant du "Raid Junior"                                          |
| 28 février 1993    | Julie maquillée en monstre effraie Philippe et Nicolas à Avoriaz | Julie fait souffrir le martyre à Philippe à au Studio Backlot Tour Disney world pour trouver maison à son chien Carlos | Luce une jongleuse                                                                   |
| 7 mars 1993,       | Julie et Philippe découvre le ski-pulka à Avoriaz | Philippe et Nicolas recherchent Julie qui s'est endormie au Tea Cup de Eurodisney | Olivier Charon, éducateur de chiens                                                  |
| 14 mars 1993,      | Julie, Philippe et Nicolas découvrent les nouvelles glisses à Avoriaz | Julie se cache dans le Paddy Wagon de la Main Street Police Dept pendant que Nicolas la cherche | Jérôme Sauloup, un prestidigitateur                                                  |
| 21 mars 1993       | À Avoriaz, Nicolas teste le Jet Pocket | À la salle de musculation du Disney's Sequoia, Nicolas utilise tous les appareils pour obtenir un corps d’athlète. | Didier Bossard, Pilote d'hélicoptère et Commandant de la Gendarmerie                 |
| 28 mars 1993       | Julie, Philippe et Nicolas rencontrent à Avoriaz de la champion d'Europe de snowboard en 1989 | Julie et Nicolas se mesurent au tir à la Winchester à Euro Disneyland | Olivier Feuillet, champion de Canoë-kayak                                            |
| 4 avril 1993       | Nicolas et le ski acrobatique à Avoriaz | Un sketch à l'Hotel New York d'Euro Disney | Un champion, Frédéric Azzoliin, et un entraîneur de ski de bosse                     |
| 11 avril 1993      | Julie découvre la fabrication des œufs en chocolat | Philippe et Nicolas recherchent des œufs en chocolat dans les jardins du Manoir hanté à Eurodisney | Olivier l'automate en jardinier                                                      |
| 18 avril 1993      | Julie, Philippe et Nicolas assistent depuis le toit du Victoria’s Home-Style Restaurant à la première partie des cérémonies du 1er anniversaire d'Eurodisney | Julie, Philippe et Nicolas assistent depuis le toit du Victoria’s Home-Style Restaurant à la seconde partie des cérémonies du 1er anniversaire d'Eurodisney et soufflent la bougie du gateau | Yann et Christine, des illusionistes                                                 |
| 25 avril 1993      | Nicolas essaie à Avoriaz un Quad | Nicolas rencontrent au Visionarium les acteurs Michel Piccoli et Gérard Depardieu | Emmanuel Evin, un philatéliste                                                       |
| 2 mai 1993         | Un spectacle à Avoriaz de voltige sur ski | Julie, Philippe et Nicolas font une émission littéraire à Euro Disney autour des œuvres de Walt Disney, où Julie résume Aventures à Eurodisney tandis que Philippe résume Les aventures du volcan d'or | Un défenseur des baleines, Marjolaine Souquet                                        |
| 9 mai 1993         | Les hélicoptères d'Avoriaz | Visite de chez Walt à Eurodisney | L'art de la caricature                                                               |
| 16 mai 1993        | | |                                                                                      |
| 23 mai 1993        | Nicolas découvre le saut à l'élastique et l'escalade | Nicolas parie avec Julie qu'il peut faire en 80 secondes le tour du monde | Lionel Jouvin, un fleuriste réalisant des chapeaux de fleurs et de fruits            |
| 30 mai 1993,       | Julie et Philippe découvrent la collection de manèges anciens de Jean-Paul Favant | Julie, Philippe et Nicolas participent à un casting au Walt Disney World Casting Center | Bob Feeler, un spécialiste des dragsters                                             |
| 6 juin 1993        | Le trampoline | Julie et Nicolas jouent les Scarlett O'Hara et Rhett Butler à Disney World | Blandine Metayer et son sketch pour chlinguos                                        |
| 13 juin 1993       | Nicolas découvrent le 4x4 et le trial | Julie, Philippe et Nicolas assistent au ferrage des animaux à DisneyWorld | Muriel Hermine, championne de natation synchronisée                                  |
| 20 juin 1993,      | Un village des fêtes de Noël Disney | L'acrosport | Le contorsionniste Manou Béraud-Dufour                                               |
| 27 juin 1993       | Julie et Nicolas découvre la météorologie avec Louis Baudin | Philippe et Nicolas découvrent la logistique de Disney World | Serge Koenig, alpiniste ayant gravi l'Everest                                        |
| 4 juillet 1993     | Un voyage dans le temps à l'EPCOT | Un musée des stars du rock | Le ventriloque Christian Gabriel                                                     |
| 11 juillet 1993    | Julie et Nicolas visitent le Musée du Bonsaï de Châtenay-Malabry | Julie, Philippe et Nicolas découvrent l'histoire d'Epcot Center à DisneyWorld | Un reportage sur la championne de patinage Laëtitia Hubert                           |
| 18 juillet 1993    | Julie découvre les coulisses du Musée Grévin | Julie, Philippe et Nicolas participent à l'inauguration de Splash Mountain | Les conseils du vétérinaire Olivier Charron pour avoir des animaux de compagnie      |
| 25 juillet 1993    | Julie et Nicolas découvrent le musée de la photographie | Un extrait de Kalahari | Luce une jongleuse                                                                   |
| 1er août 1993      | Philippe découvre le métier de tailleur de pierre | Julie, Philippe et Nicolas jouent au tennis avec Dingo au Disney Village d'Eurodisney | Daniel et Rénald des accrobates                                                      |
| 8 août 1993        | Philippe découvre les secrets de la restauration des tableaux avec Nicolas de Deguise | Philippe découvent le spectacle du Wild West Show à Eurodisney | Le sketch de Gillou avec la lettre à son papa                                        |
| 15 août 1993,      | Allain Bour, un pilote de course | Les feux d'artifice à EuroDisney | Nimor, un magicien                                                                   |
| 22 août 1993       | | Les jockeys de Maisons-Laffitte |                                                                                      |
| 29 août 1993       | | | Yannfou et Patatra, une troupe de clowns et d'acrobates à motos                      |

#### Le mercredi matin et les vacances
| Mercredi matin | Émission des vacances |
| --- | --- |
| - Julie, Philippe et Nicolas dans Le bazar d'Aladdin à Euro Disney (émission du mercredi du 2 septembre 1992), - Nicolas fait visiter à Julie le Molly Brown (émission du mercredi du 9 septembre 1992), - Nicolas interview Mickey dans sa loge à Disney World (émission du mercredi du 16 septembre 1992), - Julie découvre Kitchen cabaret à disney World (émission du mercredi du 23 septembre 1992), - Julie et Philippe, après un rappel de leur rencontre avec la petite sirène en 1991 et de la chanson chanson d'Anne en 1990, assistent au La petite sirène de Disneyworld (émission du mercredi du 30 septembre 1992), - Character shop aux Disney-MGM Studios (émission du mercredi du 7 octobre 1992), - Le monorail de Disney World (émission du mercredi du 14 octobre 1992), - Le Pavillon canadien de Disneyland (émission du mercredi du 21 octobre 1992), - Julie découvre le spectacle de La Belle et la Bête dans l'ancien Theaters of the Stars à Disney World (émission du mercredi 28 octobre 1992) - Julie et Philippe, et Nicolas assistent à un feu d'artifice aux Studio MGM inspiré de Fantasia à Disney World (émission du mercredi 4 novembre 1992) - Philippe conduit Julie et Nicolas en Cadillac décapotable rose dans studios Disney-MGM (émission du mercredi 11 novembre 1992) - Julie, Philippe et Nicolas découvrent les chariots gourmands d'EuroDisney (émission du mercredi 18 novembre 1992) - Nicolas et Julie découvrent les spectacles des comptes au Théâtre du château à EuroDisney (émission du mercredi 25 novembre 1992) - Julie et Nicolas admirent la parade électrique de EuroDisney (émission du mercredi 2 décembre 1992) - Julie et Nicolas en tenue du XIXe n'ayant pu acheté une automobile dans le garage de Main Street tenu par Philippe EuroDisney prennent finalement le bus impérial de Main Street (émission du mercredi 9 décembre 1992) - Nicolas et Philippe exécutent un rock dans le Annette’s Diner à Eurodisney (émission du mercredi 16 décembre 1992) - Julie, Philippe et Nicolas s’exercent sur la patinoire du Disney's Hotel New York avant de regarder les vrais patineurs faire (émission du mercredi 23 décembre 1992) - Julie, Philippe et Nicolas aident l'oncle Picsou à retrouver son sou fétiche dans le Ribbons and Bows Hat Shop d'Eurodisney (émission du mercredi 30 décembre 1992) - Julie et Philippe essaient de retirer l'épée magique de Merlin à Eurodisney (émission du mercredi du 6 janvier 1993), - Julie et Nicolas prennent une leçon de natation avec Dingo sous le regard amusé de Philippe au Disney's Ranch Davy Crockett au d'Euro Disney (émissions du mercredi du 13 janvier 1993 et du 20 janvier 1993), - Julie, Philippe et Nicolas découvre Journey Into Imagination à Disney World (émission du mercredi 20 janvier 1993) - Philippe et Julie découvrent le manège de Dumbo à Euro Disney (émission du mercredi du 27 janvier 1993), - Les secrets de "Chérie, j'ai agrandi le bébé", (émission du mercredi du 3 février 1993) - Julie, Philippe et Nicolas accompagnent Marry Poppins dans différentes attractions dEurodisney (émission du mercredi du 7 février 1993), (émission du mercredi du 10 février 1993) - Julie visite l'atelier de costume à Eurodisney (émission du mercredi 10 mars 1993) - Les Petits Champions et le hockey sur glace (émission du mercredi du 17 mars 1993) - Un extrait du film Les Petits Champions (émission du mercredi du 31 mars 1993), - Un reportage sur la réalisation du Livre de la jungle avec des extraits du film (émission du mercredi du 7 avril 1993), - Un reportage sur la taverne des pirates à Eurodisney (émission du mercredi 14 avril 1993) - Philippe accompagne Julie prendre des photos sur le bateau d'Adventure Isle et à l'arbre de Robinson, avant de se rendre compte à la fin qu'elle a oublié de mettre une pellicule photo (émission du mercredi du 21 avril 1993), - Julie et Nicolas apprennent le rock au festival disney du Billy Bob's Country Western Saloon (émission du mercredi 28 avril 1993), - Philippe et Nicolas font le grand ménage de printemps à Eurodisney (émission du mercredi 5 mai 1993) - Julie, Philippe et Nicolas découvrent "20,000 Leagues Under the Sea: Submarine Voyage" à Disney World (émission du mercredi du 19 mai 1993), - Julie, Philippe et Nicolas assistent à l'inauguration de Splash Mountain (émission du mercredi du 26 mai 1993) - Julie, Philippe et Nicolas découvrent le Miss Piggy Show à Disney World (émission du mercredi 2 juin 1993) - Les merveilles aquatiques de Disney World (émission du mercredi 9 juin 1993) - Un sketch avec Julie, Philippe et Nicolas au Soundstage Restaurant (émission du mercredi 16 juin 1993) - Des extraits du film Bambi (émission du mercredi 30 juin 1993) | - Aucun reportage (émission spéciale vacances du samedi 5 septembre 1992) - Un reportage et un invité (émission du Disney Club Été du lundi 28 juin 1993): - Reportage: Julie, Philippe et Nicolas dans une balade en canyoning - Invité: Jean-Michel DAGUENET, spécialiste de la plongée sous-marine - Rediffusion de l'émission du dimanche 8 septembre 1991: La Claremont Riding Academy et une balade à cheval dans Central Park (émission du Disney Club Été du mardi 29 juin 1993) - Philippe et Nicolas dans un duel à l'hotel Cheyenne(émission du Disney Club Été du jeudi 1er juillet 1993) - Julie dans un rêve à l'Opéra de Paris(émission du Disney Club Été du vendredi 2 juillet 1993) - Julie et Nicolas dans le spectacle d'Indiana Jones (émission du Disney Club Été du lundi 5 juillet 1993) - Rediffusion du reportage du 21 juin 1992: Julie visite les jardins du Manoir hanté où se trouvent les spectres de Nicolas et Philippe (émission du Disney Club Été du mardi 6 juillet 1993) - Un reportage et un invité (émission du Disney Club Été du mercredi 7 juillet 1993) - Reportage : Rediffusion du reportage du 15 septembre 1991:Julie, Nicolas et Philippe s'essaient à la luge d'été aux Menuires - Invité : Olivier Feuillette spécialiste du Kayak - Un reportage (émission du Disney Club Été du mercredi 14 juillet 1993) - Reportage : Julie, Philippe et Nicolas se promènent en naufragés dans Adventureland après que leur bateau eut coulé (rediffusion du 4ème reportage du dimanche 12 avril 1992) - Rediffusion de l'émission du 13 septembre 1992: Julie, Philippe et Nicolas se font enseigner le croquet par Dingo à l'Hotel Port Orléans à Disney World (émission du Disney Club Été du jeudi 8 juillet 1993) - Bodyboard (émission du Disney Club Été du mercredi 21 juillet 1993) |

### Les rubriques
Le dimanche matin était proposé:
| Rubrique jeux | Rubrique cuisine | Rubrique bricolage |
| --- | --- | --- |
| - Le jeu de "La planche à billard" (émission du dimanche 6 septembre 1992) - Le ballon suspendu (émission du dimanche 13 septembre 1992) - Le jeu de "L’enfilage de perles" (émission du dimanche 20 septembre 1992) - Le jeu des "Pots du parterre de yaourts à écraser" (émission du dimanche 27 septembre 1992), - Pas de jeu (émission du dimanche 4 octobre 1992) - Le jeu de "La pêche des raisins dans la crème chantilly" (émission du dimanche 11 octobre 1992) - Pas de jeu (émission du dimanche 18 octobre 1992) - Le jeu de "La fleur à reconstituer avec des perles" (émission du dimanche 25 octobre 1992) - Le jeu du Circuit de voitures à pédales (émission du dimanche 8 novembre 1992) - Pas de jeu (émission du dimanche 15 novembre 1992) - Le jeu de "La fabrication des Pâtes à tarte" (émission du dimanche 22 novembre 1992) - Pas de jeu (émission du dimanche 29 novembre 1992) - Le jeu de "Construction et de Massacre" (émission du dimanche 6 décembre 1992) - Pas de jeu (émission du dimanche 20 décembre 1992) - Le jeu de la "Momie" (émission du dimanche 27 décembre 1992) - Pas de jeu (émission du dimanche 3 janvier 1993) - Le jeu de "La fabrication du plus haut sandwich avec des gants de boxe" (émission du dimanche 10 janvier 1993) - Le jeu du "Maquillage de clown" (émission du dimanche 24 janvier 1993) - Le jeu de "L'écriture avec des lettres géantes"(émission du dimanche 31 janvier 1993) - Le jeu du "Triage des cotillons par couleur" (émission du dimanche 14 février 1993) - Le jeu de "La traversée du torrent en pneu" (émission du dimanche 21 février 1993) - Le jeu du "Jonglage dans le cerceau" (émission du dimanche 28 février 1993) - Le jeu du "Transport des balles de tennis" (émission du dimanche 7 mars 1993) - Le jeu du "Basket-pong" (émission du dimanche 14 mars 1993), - Le jeu du danse du limbo (émission du dimanche 21 mars 1993) - Le jeu du "Parcours de golf" (émission du dimanche 28 mars 1993) - Le jeu des "Ustensiles de cuisine" (émission du dimanche 4 avril 1993) - Le jeu de "La décoration des œufs de Pâques" (émission du dimanche 11 avril 1993) - Le jeu du "Tir à l'arc" (émission du dimanche 18 avril 1993) - Le jeu du "Parcours des brouettes chargées" (émission du dimanche 25 avril 1993) - Le jeu du "Lancer de cerceaux" (émission du dimanche 23 mai 1993) - Le jeu du "Parcours en zig-zag à reculons avec miroir" (émission du dimanche 30 mai 1993) - Le jeu du "Parcours en brouette" (émission du dimanche 6 juin 1993) - Le jeu de "L'écriture de titre avec magnets" (émission du dimanche 27 juin 1993) - Le jeu des silhouettes animales (émission du dimanche 4 juillet 1993), - Le jeu du château de carte (émission du dimanche 15 aout 1993) | - Le tartare des îles (émission du dimanche 6 septembre 1992), - Pas de rubrique cuisine (émission du dimanche 13 septembre 1992) - Les truites à l'aneth (émission du dimanche 20 septembre 1992), - Pas de rubrique cuisine (émission du dimanche 27 septembre 1992), - La terrine au thon (émission du dimanche 4 octobre 1992), - Les blancs de poulet au curry (émission du dimanche 1er novembre 1992) - La galette de coulommiers (émission du dimanche 15 novembre 1992) - La pâte à gâteaux (émission du dimanche 22 novembre 1992) - Le cabillaud arc-en-ciel/arlequin (émission du dimanche 29 novembre 1992), - La coupe marine (émission du dimanche 13 décembre 1992) - Pas de rubrique cuisine (émission du dimanche 20 décembre 1992) - Pas de rubrique cuisine (émission du dimanche 27 décembre 1992), - Pas de rubrique cuisine (émission du dimanche 10 janvier 1993) - Les courgettes aux coquillages (émission du dimanche 17 janvier 1993) - Pas de rubrique cuisine (émission du dimanche 31 janvier 1993) - Haddock vapeur aux concombres (émission du dimanche 7 février 1993) - Pas de rubrique cuisine (émission du dimanche 14 février 1993) - Les Pommes en paquet (émission du dimanche 21 février 1993) - Pas de rubrique cuisine (émission du dimanche 28 février 1993) - La salade du vignoble (émission du dimanche 7 mars 1993) - Pas de rubrique cuisine (émission du dimanche 14 mars 1993) - Les éventails de crevettes (émission du dimanche 21 mars 1993), - Les haricots verts carbonara (émission du dimanche 4 avril 1993) - Pas de rubrique cuisine (émission du dimanche 11 avril 1993) - Le délice au chocolat (émission du dimanche 18 avril 1993), - Pas de rubrique cuisine (émission du dimanche 25 avril 1993) - Le crostini au jambon (émission du dimanche 2 mai 1993), - Pas de rubrique cuisine (émission du dimanche 9 mai 1993) - La tartelette aux fraises (émission du dimanche 16 mai 1993) - Pas de rubrique cuisine (émission du dimanche 23 mai 1993) - Des croques-poulet (émission du dimanche 30 mai 1993) - Pas de rubrique cuisine (émission du dimanche 6 juin 1993) - Le Clafoutis aux cerises (émission du dimanche 13 juin 1993) - Pas de rubrique cuisine (émission du dimanche 20 juin 1993) - Les crêpes vertes et roses (émission du dimanche 27 juin 1993), - Le milk shake glacé au chocolat (émission du dimanche 11 juillet 1993) - La salade italienne (émission du dimanche 18 juillet 1993) - Le cake au jambon (émission du dimanche 25 juillet 1993) - Le gâteau à l'abricot (émission du dimanche 1er août 1993) - La salade mexicaine (émission du dimanche 8 août 1993) - La coupe délice aux pêches (émission du dimanche 15 août 1993) - Les boulettes de viande aux fines herbes (émission du dimanche 22 août 1993) - La crème aux 3 fruits (émission du dimanche 29 août 1993) | - Pas de rubrique bricolage (émission du dimanche 6 septembre 1992) - Les pousses rapides (émission du dimanche 13 septembre 1992) - Les vases chenilles (émission du dimanche 27 septembre 1992), - Un Pot-pourri (émission du dimanche 11 octobre 1992) - Les pots de fleurs empotés (émission du dimanche 18 octobre 1992), - (émission du dimanche 25 octobre 1992) - Une sculpture végétale, la tonnelle (émission du dimanche 8 novembre 1992) - Le jardin Tex-mex (émission du dimanche 15 novembre 1992) - Une Mangeoire d'oiseaux (émission du dimanche 6 décembre 1992) - Une couronne de Noël (émission du dimanche 13 décembre 1992) - Pas de rubrique bricolage (émission du dimanche 20 décembre 1992) - Pas de rubrique bricolage (émission du dimanche 27 décembre 1992), - Un hélicoptère (émission du dimanche 3 janvier 1993), - Pas de rubrique bricolage (émission du dimanche 10 janvier 1993) - Pas de rubrique bricolage (émission du dimanche 17 janvier 1993) - Un funambule (émission du dimanche 31 janvier 1993), - Pas de rubrique bricolage (émission du dimanche 7 février 1993) - Une aile turbo (émission du dimanche 14 février 1993) - Pas de rubrique bricolage (émission du dimanche 21 février 1993) - Une échelle magnétique (émission du dimanche 28 février 1993) - Pas de rubrique bricolage (émission du dimanche 7 mars 1993) - Une course de off-shore (émission du dimanche 14 mars 1993), - Pas de rubrique bricolage (émission du dimanche 21 mars 1993) - Un distributeur de bonbons (émission du dimanche 28 mars 1993), - Pas de rubrique bricolage (émission du dimanche 4 avril 1993) - Un pense-bête magnétique (émission du dimanche 11 avril 1993) - Pas de rubrique bricolage (émission du dimanche 18 avril 1993) - Un range-courrier du cœur (émission du dimanche 25 avril 1993), - Pas de rubrique bricolage (émission du 2 mai 1993) - Un poster-tiroirs (émission du dimanche 9 mai 1993) - Pas de rubrique bricolage (émission du 16 mai 1993) - Un accroche-porte (émission du dimanche 23 mai 1993), - Pas de rubrique bricolage (émission du dimanche 30 mai 1993) - Une paire de bretelles holster (émission du dimanche 6 juin 1993) , - Pas de rubrique bricolage (émission du dimanche 13 juin 1993) - Le Scoubidou (émission du dimanche 20 juin 1993) - Pas de rubrique bricolage (émission du dimanche 27 juin 1993) - Le Tee-shirt souvenir (émission du dimanche 4 juillet 1993), - Des tampons en pommes de terre (émission du dimanche 1er août1993) - Un jeu de solitaire (émission du dimanche 15 aout 1993) |

Lors des vacances était proposée:
| Rubrique jeux | Rubrique cuisine                                                     | Rubrique bricolage |
| ------------- | -------------------------------------------------------------------- | --- |
|               | - Les cookies (émission du Disney Club Été du vendredi 27 août 1993) | - Un cerf-volant (émission du Disney Club Été du mercredi 7 juillet 1993) - Un mini filet de basket (émission du Disney Club Été du lundi 9 août 1993) |

### Les animaux en question
Cette rubrique était diffusée le mercredi matin, et son principe était très simple: une question sur un animal, envoyé par courrier, était sélectionnée et posée à des enfants avant que la réponse ne soit donnée par un micro-reportage. Elle fut diffusée jusqu'au mercredi 7 octobre 1992 avant d'être remplacée par la rubrique magie de Pierre Barclay.
Le tableau ci-dessous donne la liste exhaustive des sujets abordés:
| date               | Sujet                                                        |
| ------------------ | ------------------------------------------------------------ |
| 2 septembre 1992   | Pourquoi les éléphants se roulent dans la boue?              |
| 9 septembre 1992   | Pourquoi les oiseaux migrent?                                |
| 16 septembre 1992, | Quelle est la différence entre un crocodile et un alligator? |
| 23 septembre 1992, | "Comment les poissons communiquent-ils?"                     |
| 30 septembre 1992, | "Comment les chiens reconnaissent les gens?"                 |
| 7 octobre 1992     | Pourquoi le rhinocéros a des cornes sur la tête?             |

### La Magie
Le mercredi était proposé la rubrique de l'atelier de magie de Pierre Barclay (par exemple l'atelier magie du Disney Club Mercredi du 21 avril 1993). Elle remplaça la rubrique Les Animaux en question à partir du mercredi 14 octobre 1992. Voici une liste non exhaustive des tours de magie présentés dans l'émission:
| Date             | Tour de magie                                                                                   |
| ---------------- | ----------------------------------------------------------------------------------------------- |
| 14 octobre 1992, | Les sucres disparues,                                                                           |
| 21 octobre 1992, | La carte retrouvée dans le paquet,                                                              |
| 28 octobre 1992  | Les deux anneaux et les deux foulards rouges et jaunes, en l'absence de Pierre Barclay          |
| 4 novembre 1992  | Le casse-tête de la corde, des trois nœuds et du foulard et Les trois tasses et les trois nœuds |
| 11 novembre 1992 | La maison en carton avec quelqu'un dedans                                                       |
| 18 novembre 1992 | L'argent liquide                                                                                |
| 25 novembre 1992 | La machine à détecter l'or                                                                      |
| 2 décembre 1992  | L'emplacement de la carte perdue en l'absence de Pierre Barclay                                 |
| 9 décembre 1992  | Le puzzle chinois                                                                               |
| 16 décembre 1992 | Mémoriser le dictionnaire en 3 secondes                                                         |
| 23 décembre 1992 | La prédiction chinoise                                                                          |
| 30 décembre 1992 | Le poisson rouge dans le billet, Le double élastique indéfaisable et Les nœuds capricieux       |
| 6 janvier 1993   | La carte retrouvée                                                                              |
| 13 janvier 1993  | La tasse de café renversée et La dame rouge au milieu des cartes noires                         |
| 20 janvier 1993  | Le tour du sel                                                                                  |
| 27 janvier 1993  | Le tour de la rose pique-sou                                                                    |
| 3 février 1993   | Le gag du doigt qui se dévisse et La boite à tourner la tête                                    |
| 10 février 1993  | Le verre de peinture devient eau                                                                |
| 17 février 1993  |                                                                                                 |
| 24 février 1993  |                                                                                                 |
| 3 mars 1993      |                                                                                                 |
| 10 mars 1993     | Le tour de la couleur des cartes                                                                |
| 17 mars 1993     |                                                                                                 |
| 24 mars 1993     |                                                                                                 |
| 31 mars 1993     | Le tour de la pince à linge magique                                                             |
| 7 avril 1993     | Les cartes dans le même sens                                                                    |
| 14 avril 1993    |                                                                                                 |
| 21 avril 1993    |                                                                                                 |
| 28 avril 1993    | Le tour du gobelet écrasé et La cuillère se tordant par télékinésie                             |
| 5 mai 1993       | Le tour des deux pièces                                                                         |
| 12 mai 1993      |                                                                                                 |
| 19 mai 1993      | Le tour de la corde coupée et Le tour du 8 de trèfle coupé                                      |
| 26 mai 1993      |                                                                                                 |
| 2 juin 1993      | Le pouce s'allumant et Le tour du voyage des 4 as                                               |
| 9 juin 1993      |                                                                                                 |
| 16 juin 1993     | Le tour de la grande illusion du moi                                                            |
| 23 juin 1993     |                                                                                                 |
| 30 juin 1993     | Le tour des nœuds sur la corde                                                                  |
| 7 juillet 1993   |                                                                                                 |
| 14 juillet 1993  | La disparition d'une pièce de monnaie                                                           |
| 21 juillet 1993  | Le couteau et les gommettes                                                                     |
| 28 juillet 1993  | Le « forçage » de carte                                                                         |
| 4 aout 1993      | La disparition d'une pièce debout                                                               |
| 11 aout 1993     | La disparition d'une carte                                                                      |
| 18 aout 1993     | L'empalmage de cartes                                                                           |
| 25 aout 1993     | Le voyage des boules à papier                                                                   |

Durant les vacances des rubriques étaient proposé:
- La recette du taboulé (émission du Disney Club Été du mardi 29 juin 1993)[115]
- La rubrique dessins (émission du Disney Club Été du jeudi 1er juillet 1993)[116]
- La fabrication d'un parachute (émission du Disney Club Été du vendredi 5 juillet 1993)[117]
- Les techniques de magie de Pierre Barclay (émission du Disney Club Été du lundi 5 juillet 1993)[118]

### Concours
Le concours consistait à découvrir un objet, un lieu ou une personne à partir de trois indices donnés lors de l'émission du dimanche. En fin de chaque émission la réponse pour le concours de la semaine est rappelé après un rappel de trois indices du concours de la semaine en cours. Avoir gagné quatre concours pouvait d'être tiré au sort afin de gagner un séjour à Euro Disneyland ainsi qu'un abonnement d'un an au Journal de Mickey. Voici une liste non exhaustive des concours.
| Date              | Indice n°1                                              | Indice n°2                                                                  | Indice n°3                                    | Réponse                              | Super concours |
| ----------------- | ------------------------------------------------------- | --------------------------------------------------------------------------- | --------------------------------------------- | ------------------------------------ | -------------- |
| 6 septembre 1992  | Les fournitures scolaires                               | Un cartable                                                                 | Un tableau noir                               | La Rentrée scolaire                  | 29             |
| 13 septembre 1992 | Un Lama                                                 | Philippe en tenue traditionnelle péruvienne                                 | Une statue inca                               | Le Pérou                             | 29             |
| 20 septembre 1992 | Nicolas avec un caques et des lunettes d'aviateur       | La date du "25 07 1909"                                                     | Une carte du trajet de Calais à Douvres       | Louis Blériot                        | 30             |
| 27 septembre 1992 | Une assiette de quenelle et de rondelle                 | Une marionnette de guignol                                                  | Une carte de France avec la ville de Lyon     | Lyon                                 | 30             |
| 4 octobre 1992    | Une guitare électrique                                  | Une carte du Tennessee                                                      | La chanson Love Me Tender                     | Elvis Presley                        | 30             |
| 11 octobre 1992   | Une carte de la Sarthe                                  | Un drapeau à damier                                                         | Le nombre 24                                  | Les 24 Heures du Mans                | 30             |
| 18 octobre 1992   | Une assiette de confis de canard                        | Nicolas avec une tête de vache landaises et poursuivant Philippe            | Nicolas en berger des Landes sur des échasses | Les Landes                           | 31             |
| 25 octobre 1992   | Un panier de fruits                                     | Une carte d'Israel                                                          | Le drapeau d'Israel                           | Israel                               | 31             |
| 1er novembre 1992 | Nicolas avec un planche de bois                         | Un rabot                                                                    | Un meuble                                     | Le métier de menuisier               | 31             |
| 8 novembre 1992   | Philippe avec un crochet                                | La réplique "ET téléphone maison"                                           | Nicolas en Indian Jones                       | Steven Spielberg                     | 31             |
| 15 novembre 1992  | Philippe allongé sur un carré gazon                     | Philippe en tenue de hockeyeur                                              | Une balle et une crosse                       | Le hockey sur gazon                  | 32             |
| 22 novembre 1992  | Des poupées russes                                      | Julie en tenue de danseuse russe                                            | Le drapeau de la Russie                       | La Russie                            | 32             |
| 29 novembre 1992  | Nicolas avec une carte des restaurants                  | Julie en cliente d'une table de restaurant félicite le chef cuistot Nicolas | Julie lisant un livre de recettes             | Le métier de cuisinier               | 32             |
| 6 décembre 1992   | Philippe avec une feuille de score                      | Julie exécutant un pas de danse                                             | Philippe avec une boule et des quilles        | Le bowling                           | 32             |
| 13 décembre 1992  | Une île                                                 | Philippe avec une table de décompte des jours                               | Philippe en tenue de Robinson Crusoe          | Robinson Crusoe                      | 33             |
| 20 décembre 1992  | Mrs. Potts                                              | Un chandelier                                                               | Belle                                         | La Belle et la Bête                  | 33             |
| 27 décembre 1992  | Une boite de chocolats                                  | Des moules frites                                                           | Drapeau de la Belgique                        | La Belgique                          | 33             |
| 3 janvier 1993    | Nicolas sur un vélo de la poste                         | Philippe en postier                                                         | Une lettre                                    | Le métier de facteur                 | 33             |
| 10 janvier 1993   | Un terrain de polo                                      | Une selle                                                                   | Un maillet et une balle                       | Le Polo                              | 34             |
| 17 janvier 1993   | Un chevalet et une palette                              | Une copie de la Métamorphose de Narcisse                                    | Philippe avec une moustache et une canne      | Salvador Dalí                        | 34             |
| 24 janvier 1993   | Philippe en ramoneur                                    | Une fondue                                                                  | Le Drapeau de la Savoie                       | La Savoie                            | 34             |
| 31 janvier 1993   | Une blouse blanche                                      | Une grille de santé                                                         | Un stéthoscope                                | Le métier de médecin                 | 34             |
| 7 février 1993    | Une bobine de film                                      | Une liste des films d'Alfred Hitchcock                                      | Le profil d'Alfred Hitchcock                  | Alfred Hitchcock                     | 35             |
| 14 février 1993   | Une balle de squash                                     | Un terrain de squash                                                        | Une raquette de squash                        | Le Squash                            | 35             |
| 21 février 1993   | Une assiette de fromages                                | Un bouquet de tulipes                                                       | Des sabots                                    | La Hollande                          | 35             |
| 28 février 1993   | Une piste d'aéroport                                    | Une casquette de pilote                                                     | Une maquette d'avion                          | Le métier de pilot d'avion           | 35             |
| 7 mars 1993       | Un chapeau et un blouson                                | Une chemise Hawaienne                                                       | Une assiette de noisettes                     | Tic et Tac                           | 36             |
| 14 mars 1993      | Une fusée                                               | Un alligator                                                                | La carte de la Floride avec un Mickey dessus  | La Floride                           | 36             |
| 21 mars 1993      | Nicolas en tenue d'alpiniste                            | Une corde, un piolet et des crampons                                        | Une Montagne                                  | L'alpinisme                          | 36             |
| 28 mars 1993      | Une carte de l'Inde                                     | Un panier de bananes et de noix de coco                                     | Une peluche de panthère                       | Le Livre de la jungle                | 36             |
| 4 avril 1993      | Un ring                                                 | Un protège-dents                                                            | Des gants                                     | La Boxe                              | 37             |
| 11 avril 1993     | Une carte d'île-de-france avec Mickey à Marne-la-Vallée | Des poupées de Mickey et Minnie                                             | Un gâteau d'anniversaire                      | Le premier anniversaire d'eurodisney | 37             |
| 18 avril 1993     | Des monuments mégalitiques                              | Des crèpes                                                                  | Philippe en Costume breton                    | La Bretagne                          | 37             |
| 25 avril 1993     | Le numéro 18 sur un téléphone Donald                    | Nicolas avec un Casque F1                                                   | Un Fourgon d'incendie                         | Le métier de Sapeurs-pompiers        | 37             |
| 2 mai 1993        | Un fauteuil de style Louis XIV                          | Année 1715                                                                  | Le Soleil                                     | Le Roi Louis XIV                     | 38             |
| 9 mai 1993        |                                                         |                                                                             |                                               | Le métier de marin-pêcheur           | 38             |
| 16 mai 1993       | Une balle de coton                                      | Un bateau à aube                                                            | Le tracé du Mississippi                       | Le Mississippi                       | 38             |
| 23 mai 1993       | Une coupe                                               | Julie en tennis de tennis                                                   | Un court                                      | Roland Garros                        | 38             |
| 30 mai 1993       | L'Edelweiss                                             | Nicolas chantant la tyrolienne                                              | Philippe déguisé en tyrolien                  | Le Tyrol                             | 39             |
| 6 juin 1993       | Des épis de blé                                         | Nicolas en meunier                                                          | Un moulin à vent                              | Le métier de meunier                 | 39             |
| 13 juin 1993      | Un terrain de rugby                                     | Phiippe en joueur de rugby                                                  | Un ballon de rugby                            | Le Rugby                             | 39             |
| 20 juin 1993      | Julie en imperméable avec un calepin                    | La 403 décapotable                                                          | La réplique de Columbo                        | Columbo                              | 39             |
| 27 juin 1993      | Une forêt                                               | Des bois                                                                    | Panpan                                        | Bambi                                | 40             |
| 4 juillet 1993    | Une assiette de pâtes                                   | Une statuette de la Louve capitoline                                        | Philippe en Gladiateur                        | Rome                                 | 40             |
| 11 juillet 1993   | Une selle                                               | Un Hippodrome                                                               | Julie en jockey                               | Le métier de Cavalier professionnel  | 40             |
| 18 juillet 1993   | Philippe avec un casque                                 | Une pagaie                                                                  | Julie portant un Kayak                        | Le Kayak                             | 40             |
| 25 juillet 1993   | Une chauve-souris                                       | Une gousse d'ail                                                            | Nicolas en vampire                            | Dracula                              | 41             |
| 1er aout 1993     | Un gyrophare                                            | Une paire de menottes                                                       | Nicolas en policier                           | Le métier de policier                | 41             |
| 8 aout 1993       | Un volcan                                               | La Bourrée                                                                  | De la cochonaille et du fromage               | L'Auvergne                           | 41             |
| 15 aout 1993      | Un ballon de basket                                     | Nicolas en joueur de basket                                                 | Un panier de basket                           | Le basket                            | 41             |
| 22 aout 1993      |                                                         |                                                                             |                                               | Sherlock Holmes                      | 42             |
| 29 aout 1993      | Un cactus                                               | Du Guacamole                                                                | Philippe avec un Poncho et un Sombrero        | Le Mexique                           | 42             |

### Artistes du moment de variété
- Double You : "Please Don't Go" (émission du dimanche 6 septembre 1992)[2]
- Roddy Julienne : "I've had enough" (émission du dimanche 13 septembre 1992)[4]
- Idrissa Diop : "Frénétik" (émission du dimanche 20 septembre 1992)[5],[6]
- Princess Erika : "Calomnie" (émission du dimanche 27 septembre 1992)[7],[8]
- Chico and the Gypsies : "Tengo Tengo" (émission du dimanche 4 octobre 1992)[9],[10]
- Le groupe "Fogata" : "La Manta" (émission du dimanche 11 octobre 1992)[12]
- Kid Creole and the Coconuts : "The Anniversary Medley" (émission du dimanche 18 octobre 1992)[13]
- Curiosity : "Hang On in There Baby" (émission du dimanche 25 octobre 1992)[14]
- Kenny Thomas : "Thinking about your love" (émission du dimanche 8 novembre 1992)[15]
- Toure Kunda : "Fatou yo" (émission du dimanche 15 novembre 1992)[16],[17]
- Max Bale : "Quand le soleil?" (émission du dimanche 22 novembre 1992)[19]
- Anne : "Que fera la Belle" (émission du dimanche 29 novembre 1992)[20],[21]
- Samantha Fox : "I Only Wanna Be with You" (émission du dimanche 6 décembre 1992)[22],[23]
- MC Janik : "Natty princess" (émission du dimanche 13 décembre 1992)[25]
- Christmas Carol : "Jingle Bells" (émission spéciale du dimanche 20 décembre 1992)[27]
- Mercredi libre : "Noël 92" (émission du dimanche 27 décembre 1992)[29]
- Fanny : "On s'écrit" (émission du dimanche 3 janvier 1993)[30],[31]
- Double You : "We All Need Love" (émission du dimanche 10 janvier 1993)[33]
- Indra : "Gimme What's Real" (émission du dimanche 17 janvier 1993)[35]
- Nazaré Pereira : "Espumas" (émission du dimanche 24 janvier 1993)[36]
- No : "Comment allez-vous?" (émission du dimanche 31 janvier 1993)[37],[38]
- Kassav : "Mwen Alé" (émission du dimanche 14 février 1993)[94],[39]
- Rakotomalala : "O! Ry Zandry Kely" (émission du dimanche 21 février 1993)[40]
- Abyale : "The Snooker" (émission du dimanche 28 février 1993)[41]
- Clémence et José : "Le mardi gras" (émission du dimanche 7 mars 1993)[42]
- Maurane : "Du mal" (émission du dimanche 14 mars 1993)[44]
- Pierre Schott : ""A la Nouvelle-Orléans"" (émission du dimanche 21 mars 1993)[46]
- Le groupe "Acoustik Zouk" : "Fonds Larion" (émission du dimanche 28 mars 1993)[47]
- Anne : "Dans le bleu" (émission du dimanche 4 avril 1993)[101]
- Indian nation : "Sundance" (émission du dimanche 11 avril 1993)[48]
- Kassav : "Ba nou zouk la" (émission du dimanche 18 avril 1993)[49]
- La Luna : "Les Cactus" (émission du dimanche 25 avril 1993)[50]
- U2 : "With or Without You" (émission du dimanche 2 mai 1993)[51]
- Toure Kunda : "Casalé" (émission du dimanche 23 mai 1993)[54]
- Ophélie Winter : "When I got the Mood" (émission du dimanche 30 mai 1993)[56]
- Jean-Pierre Mader: "Ici ou ailleurs" (émission du dimanche 6 juin 1993)[57]
- Jeanne Mas: "Dors bien Margot" (émission du dimanche 13 juin 1993)[126]
- Roselend : "Les 40èmes rugissants" (émission du dimanche 20 juin 1994)
- Bingo : "Hey Dikke Mama" (émission du dimanche 27 juin 1993)[60]
- Les Charts : "Jeunes voyageurs" (émission du dimanche 4 juillet 1993)[61]
- Le groupe Alma Ritano : "No me dejes" (émission du dimanche 11 juillet 1993)
- Les Vagabonds : "Tout va bien" (émission du dimanche 18 juillet 1993)
- Clémence & José : "Espérance" (émission du dimanche 25 juillet 1993)
- David Koven : "Amélie" (émission du dimanche 1er août 1993)[128]
- Marla Glen : "The cost of freedom" (émission du dimanche 8 août 1993)
- Kristel Adams et les "DJ Connection": "Na na hey hey" (émission du dimanche 15 aout 1993)[66]

## Dessins animés diffusés
le dimanche matin
- Winnie l'Ourson
- Tic et Tac, les rangers du risque
- Super Baloo
- Myster Mask

le mercredi matin
- La Bande à Picsou
- Les Gummies

### Liste des épisodes de série d'animation

#### Programmation du dimanche matin
| Date               | Winnie l'Ourson                                              | Myster Mask                           | Tic et Tac, les rangers du risque     | Super Baloo                              |
| ------------------ | ------------------------------------------------------------ | ------------------------------------- | ------------------------------------- | ---------------------------------------- |
| 6 septembre 1992,  | Case horaire inexistante                                     | L'affaire Toros Bulba [1/2]           | Les Aventuriers de la momie perdue    | Rien que pour ta glace                   |
| 13 septembre 1992, | Case horaire inexistante                                     | L'affaire Toros Bulba [2/2]           | Un zoo fou, fou, fou                  | Vol au-dessus d'un nid de couronnes      |
| 20 septembre 1992  | Case horaire inexistante                                     | L'affaire qui change de héros         | La zanimal préhystérique              | Pour une poignée de diamants             |
| 27 septembre 1992  | Case horaire inexistante                                     | L'affaire des doubles zéros           | Robochat                              | La pieuvre par neuf                      |
| 4 octobre 1992     | Case horaire inexistante                                     | L'affaire qui relask un mask          | Coup de foudre au labo                | Le cercle des prouesses disparues        |
| 11 octobre 1992    | Case horaire inexistante                                     | L'affaire de la femme de ménage       | La guerre des anchois n'aura pas lieu | La soupe aux truffes                     |
| 18 octobre 1992,   | Case horaire inexistante                                     | L'Affaire Twin Bec                    | Irma la Boule                         | Un Carburant ça pompe Enormément         |
| 25 octobre 1992,   | Case horaire inexistante                                     | L'affaire Alfred Hitchphoque          | Hypno-Tic                             | L'oignon fait la force                   |
| Date               | Winnie l'Ourson                                              | Tic et Tac, les rangers du risque     | Super Baloo                           | Myster Mask                              |
| 1er novembre 1992  | Case horaire inexistante                                     | Bat-tac                               | Zimouines                             | My Valentine Ghoul                       |
| 8 novembre 1992,   | Case horaire inexistante                                     | Et pour quelques pièces d'or en plus  | Le jour le plus faux                  | L'affaire du tout petit golf             |
| 15 novembre 1992   | Case horaire inexistante                                     | Le dernier des farfadets              | Parole de perroquet                   | L'Affaire à friser la mort               |
| 22 novembre 1992   | Case horaire inexistante                                     | Agent secret 00 Tac                   | Robot, boulot, dodo                   | L'affaire du canard vador                |
| 29 novembre 1992,  | Où est donc passé Porcinet? et Winnie apprend à voter        | Nuit de chine nuit Tac'ine            | Rebond 007                            | L'affaire des quatre font la paire       |
| 6 décembre 1992    | La lune de miel et Le jour de la récolte                     | Le Parfum de la dame en mauve         | Un bas de laine contre une baleine    | L'affaire Marmitogaz Jack                |
| 13 décembre 1992   | La légende de Bourriquet/Les trois petits porcinets          | Ice Crime                             | Le Zbeugz a encore frappé             | L'affaire Jeppet Laforme                 |
| 20 décembre 1992   | Le ciel de Winnie                                            | Le royaume du grand volcan Tiveli     | Le fantôme de Rebecca                 | L'affaire Alfred Hichphoque le retour    |
| 27 décembre 1992   | Le trophée/Il faut rattraper le temps                        | Les Malheurs de Belzebuth             | Starlywood                            | L'affaire du petit mystère               |
| 3 janvier 1993     | Le message dans la bouteille/La famille de maître Hibou      | L'Arrestation d'Hercule Poivron [1/5] | L'oncle et la poupée                  | L'affaire du major Trenchcot             |
| 10 janvier 1993    | Un appétit perdu/Un rêve ensoleillé                          | Tic & Tac enquêtent [2/5]             | Abc comme Amédée                      | L'affaire à surprise multiple            |
| 17 janvier 1993    | Quel est le score, Winnie/Les invités de Tigrou              | Fric Frac au Pôle Nord [3/5]          | Moutarde, saucisses et cornicho       | L'affaire Raidi Moudugenou               |
| 24 janvier 1993,   | Coco lapin prend des vacances/Bourriquet jardine             | Hercule Poivron s'évade [4/5]         | Santa planeta                         | L'affaire du vrai-faux Myster            |
| 31 janvier 1993    | La guerre des abeilles                                       | La Poursuite infernale [5/5]          | La légende de Villenbroucle Jack      | L'affaire cerveau lent                   |
| 7 février 1993     | Le chevalier inoubliable                                     |                                       | Tel est pris qui croyait prendre      | L'affaire Migalomask                     |
| 14 février 1993    | Tigrou est la mère des inventions et La chasse à la bestiole | La Cuisine au fromage                 | Les baloos maudits                    | L'affaire Bisou Bourbifoot               |
| 21 février 1993,   | L'ultime tunnel/Le jagluar de printemps                      | Les Rois de l'arène                   | Le cours de Zingal-orthographe        | "L'affaire du zappeur zappé"             |
| 28 février 1993    | Tigrou a perdu sa langue et Bienvenue Kessie                 | Elas - Tic & Tac                      | Riz fifi à crête Suzette              | L'affaire des dollars en branche         |
| 7 mars 1993        | Ce n'était qu'un rêve                                        | Aventure en Taxidermie                | Looping en jupon                      | L'affaire de l'eau tarie                 |
| 14 mars 1993       | Jean Christophe grandit                                      | Avec perle et fracas                  | Quand les pirates s'en mêlent [1/4]   | L'affaire Gla Gla Von Frimas             |
| 21 mars 1993       | Un après-midi de chien                                       | Le grand vert                         | Quand les pirates s'en mêlent [2/4]   | L'affaire du poussin poisseux            |
| 28 mars 1993       | Le bon, la brute et le tigrou                                | Une grande paire d'amis               | Quand les pirates s'en mêlent [3/4]   | L'affaire Morfacula                      |
| 4 avril 1993       | On n'est jamais mieux ailleurs qu'à la maison                | Si jaune et déjaponais                | Quand les pirates s'en mêlent [4/4]   | L'affaire du camping                     |
| 11 avril 1993,     | Lucie ma pelle et Winnie le sage                             | Docteur Nimnul et Mister Ruzor        | Citizen Khan                          | L'affaire Kawatong                       |
| 18 avril 1993      | Porcinet poète et Un joli filet de voix maître Hibou         | Qui a peur du méchant fromage         | Vacances de neige à Pornaco           | L'affaire ovni qui soit qui mal y pense  |
| 25 avril 1993,     | La tête dans les nuages et Le rêve impossible                | Bébé Bobard                           | Le tour du monde en 50$               | L'affaire du Dr Fossile                  |
| 2 mai 1993         | A chacun son monstre                                         | Les charlottes sont cuites            | Baloo au bal                          | L'affaire qui rock un Mask               |
| 9 mai 1993         | Amis pour la vie/Bourriquet est triste                       | Chantons sous la banquise             | Baloo au régime de bananes            | L'affaire Fiasco de Gamma                |
| 16 mai 1993        | Un feu de camp peu ordinaire/Les maboules du ballon          | Les Petits Écureuils de Paris         | Kit ou double                         | L'affaire de Poussin des bois            |
| 23 mai 1993        | Coco lapin, papa poule                                       | Quand on pêche sa bonne étoile        | La rançon de la poire                 | L'affaire à cheval                       |
| 30 mai 1993        | Le porcinet qui devint roi                                   | Katie Camembert                       | L'ange gardien''                      | L'affaire des amulettes suédoises        |
| 6 juin 1993        | La grande attaque du pot de miel                             | Tel est pris qui croyait prune        | Bouledogue Cassidy et le Kit          | L'affaire du 3e œil des cinq mercenaires |
| 13 juin 1993       | Le cadeau d'anniversaire/Tigrou perd ses rayures             | Abracadatac remet ça                  | L'anchois des armes                   | L'affaire de l'agent nettoyant           |
| 20 juin 1993       |                                                              |                                       | Bouledogue Cassidy et le Kit          | L'affaire des pommes de terre vampires   |
| 27 juin 1993,      | Quelle vie de baby sitter                                    | Les Évadés d'Alchat-traz              | Le Bon, la Brute et le Nazo           | L'affaire à dormir debout                |
| 4 juillet 1993     | Lapin à vendre                                               | Trois hommes et un poussin            | Pour qui sonne le glas : 1re partie   | L'affaire des aimants terribles          |
| 11 juillet 1993    | Autant en emporte le vent et Rien qu'une dent                | Les Tapis voleurs                     | Pour qui sonne le glas : 2e partie    | L'affaire Naz 1er                        |
| 18 juillet 1993    |                                                              |                                       | Le jour le plus faux                  | L'affaire à repasser                     |
| 25 juillet 1993    |                                                              |                                       | Trois hommes et un grappin            | L'affaire Supertache                     |
| 1er aout 1993      |                                                              |                                       | Baloo la classe                       | L'affaire des fausses captures           |
| 8 aout 1993        |                                                              |                                       | Va voir momie, papa travaille         | L'affaire des 5 mercenaires [1/2]        |
| 15 aout 1993       | L'ourson magique                                             | Les Parents indignes                  | Un savant fou, fou, fou               | L'affaire des 5 mercenaires [2/2]        |
| 22 aout 1993       |                                                              |                                       | Mon beau lapin                        | L'affaire du troublant trou noir         |
| 29 aout 1993       |                                                              |                                       | Le père Noël est une doublure         | L'affaire du gang électroménager         |

#### Programmation du mercredi matin
| Date               | Winnie l'ourson                                              | La Bande à Picsou                        |
| ------------------ | ------------------------------------------------------------ | ---------------------------------------- |
| 2 septembre 1992   | Au revoir monsieur Winnie et Des bulles à en perdre la boule | Ça, c'est du canard                      |
| 9 septembre 1992   | Coco Lapin prend ses marques et Le jour de Porcinet          | Picsouillon                              |
| 16 septembre 1992, | Tout est bien qui finit bien                                 | Un canard boiteux                        |
| 23 septembre 1992, | Une Saint-Valentin particulière                              | Le Roi de la jungle                      |
| 30 septembre 1992, | La forteresse de Coco Lapin et Le Monstre Frankenwinnie      | Picsou dans le futur                     |
| Date               | Les Gummi                                                    | La Bande à Picsou                        |
| 7 octobre 1992     | Grifty mon ami                                               | Le Canard d'affaire                      |
| 14 octobre 1992,   | Le chevalier Blanc                                           | Une Planche à Roulettes Surprise         |
| 21 octobre 1992,   | Tummi est Amoureux,                                          | Attraction Métallique,                   |
| 28 octobre 1992,   | Les aventures de bébé Zéphyr                                 | Bubba le génie                           |
| 4 novembre 1992    | La meilleure princesse                                       | Do, ré,mi                                |
| 11 novembre 1992,  | L'épreuve de la bravoure                                     | Le boogie rappetou blues                 |
| 18 novembre 1992   | Le roi Igthorn [1/2]                                         | Vice-président c'est pas la gamme        |
| 25 novembre 1992   | Le roi Igthorn [2/2]                                         | Le secret de Robotic                     |
| 2 décembre 1992,   | Un nouveau départ                                            | Un mariage à la Rapetou                  |
| 9 décembre 1992,   | Le sinistre sculpteur et L'incarnation lumineuse             | Le coffre-fort incassable                |
| 16 décembre 1992   | Le dragon et La flûte magique                                | Zaza la géante                           |
| 23 décembre 1992   | Comme un oiseau en cage                                      | Montagne d'argent                        |
| 30 décembre 1992   | L'oracle et Le géant et La pierre magique                    | Le Canard masqué                         |
| 6 janvier 1993     | Le chapeau changeur                                          | Le Canard qui en savait trop             |
| 13 janvier 1993    | Loupi le loup et La chasse au sanglier                       | La Dernière Aventure de Balthazar Picsou |
| 20 janvier 1993    | La clôture ou l'épouvantail et La nuit de la gargouille      | Un conte de la Saint Valentin            |
| 27 janvier 1993    | Le secret de la « Gummiboise »                               | L'Attaque                                |
| 3 février 1993     | Gentil Gruffi et Le duel des sorciers                        | Un nouveau Robotique                     |
| 10 février 1993    | Coucou c'est moi et Le grand voyage de Toadie                | La Poule aux œufs d'or - 1re partie      |
| 17 février 1993    | Bulles, bulles, bulles et Un Gummi dans l'ailleurs           | La Poule aux œufs d'or - 2e partie       |
| 24 février 1993    | Pour que la lumière soit                                     |                                          |
| 3 mars 1993        | En route pour le pays des grands Gummi                       | Le contrôleur du temps                   |
| 10 mars 1993       | Pour quelques Louis d'or de plus et Plus rapide qu'un Tummi  | À tondu, tondu et demi                   |
| 17 mars 1993       | Un piège pour les Trolls                                     | De l'or dans la balance                  |
| 24 mars 1993       | Qui dort perd                                                | Mainmise sur la harpe perdue             |
| 31 mars 1993       | La vengeance                                                 | La Chance au canard                      |
| 7 avril 1993       | Ne les donnez pas aux ogres et Un chevalier très étonnant    | La Ruée vers l'or                        |
| 14 avril 1993      | Qui sera ensorcelé                                           | Tremblement de terre                     |
| 21 avril 1993      | Le pont de la rivière Gummi                                  | La Fontaine de jouvence                  |
| 28 avril 1993,     | Un secret mal gardé et Révolution à Drekmore                 | Micro canard de l'espace                 |
| 5 mai 1993         | Changement de rôle / La sorcière était trop belle            | Un animal de compagnie                   |
| 12 mai 1993        | Un magicien en herbe et Le pommier d’or                      | Le monde perdu                           |
| 19 mai 1993        | Les insectes ravageurs                                       | L'argent, ça va, ça vient                |
| 26 mai 1993        | Igthorn et le monstre marin et Gruffi et son double          | La couronne perdue de Gengis Khan        |
| 2 juin 1993,       | Un faiseur de neige et Un fantôme dans les biscuits          | La Perle de la sagesse                   |
| 9 juin 1993        | Les chevaliers de Gumadoune                                  | Le Maître du génie                       |
| 16 juin 1993       | Rigolin/Un si gentil oiseau                                  | Le Miroir magique de Miss Tick           |
| 23 juin 1993       | Les Gummi en Chine                                           | Sirène d'un jour                         |
| 30 juin 1993       | Grami fait la sourde oreille/Carnaval à Dunwyn               | Un héros à louer                         |

#### Programmation des vacances
| Date                                                                | Vacances | Episode n°1 du Le Chevalier lumière                  | Episode n°1 du Le Chevalier lumière                     | Case horaire inexistante                  | Case horaire inexistante              |
| ------------------------------------------------------------------- | -------- | ---------------------------------------------------- | ------------------------------------------------------- | ----------------------------------------- | ------------------------------------- |
| Samedi 5 septembre 1992,                                            | Été      | La Mamma                                             | Star système                                            |                                           |                                       |
| Période scolaire du lundi 7 septembre 1992 au vendredi 25 juin 1993 |          |                                                      |                                                         |                                           |                                       |
| Date                                                                | Vacances | Les Gummi                                            | Winnie l'Ourson                                         | La Bande à Picsou                         | Tic et Tac, les rangers du risque     |
| Lundi 28 juin 1993,                                                 | Été      | Cubi et le Chevalier fantome et Grammi aime s’amuser | Aucune programmation                                    | Armstrong                                 | Aucune programmation                  |
| Mardi 29 juin 1993,                                                 | Été      | Aucune programmation                                 | Des bulles à en perdre la boule/Le jour de Porcinet     | Aucune programmation                      | Coup de foudre au labo                |
| Jeudi 1er juillet 1993,                                             | Été      | Aucune programmation                                 | Tout est bien qui finit bien                            | Aucune programmation                      | La guerre des anchois n'aura pas lieu |
| Vendredi 2 juillet 1993,                                            | Été      | Le plus bel endroit du monde et Le portrait du roi   | Aucune programmation                                    | Le Chevalier Géo de Trouvetou             | Aucune programmation                  |
| Lundi 5 juillet 1993,                                               | Été      | Rira bien qui rira le dernier                        | Aucune programmation                                    | L'Aventure se mérite                      | Aucune programmation                  |
| Mardi 6 juillet 1993                                                | Été      | Aucune programmation                                 | Une Saint-Valentin particulière                         | Aucune programmation                      | Irma la boule                         |
| Mercredi 7 juillet 1993,                                            | Été      | La course d'obstacles et Le vengeur écarlate         | Aucune programmation                                    | Le Triangle des Bermudes                  | Aucune programmation                  |
| Jeudi 8 juillet 1993                                                | Été      | Aucune programmation                                 | La forteresse de Coco Lapin et Le Monstre Frankenwinnie | Aucune programmation                      | Hypno-Tic                             |
| Vendredi 9 juillet 1993                                             | Été      | Baby-boom chez les ogres et Le chevalier blanc       | Aucune programmation                                    | Une course étonnante                      | Aucune programmation                  |
| Lundi 12 juillet 1993                                               | Été      | Le grand tournoi et Gruffi passe à l'attaque         | Aucune programmation                                    | La malédiction du manoir de Picsou        | Aucune programmation                  |
| Mardi 13 juillet 1993                                               | Été      | Aucune programmation                                 | Où est donc passé Porcinet? et Winnie apprend à voter   | Aucune programmation                      | Bat-tac                               |
| Mercredi 14 juillet 1993                                            | Été      | Le tourniquet de Tuxford                             | Aucune programmation                                    | Bien mal acquis ne profite jamais         | Aucune programmation                  |
| Jeudi 15 juillet 1993                                               | Été      | Aucune programmation                                 | La légende de Bourriquet et Les trois petits porcinets  | Aucune programmation                      | Et pour quelques pièces d'or en plus  |
| Vendredi 16 juillet 1993                                            | Été      | L'araignée monstrueuse                               | Aucune programmation                                    | Super Castor                              | Aucune programmation                  |
| Lundi 19 juillet 1993                                               | Été      | L'armure magique                                     | Aucune programmation                                    | L'hôtel Strangeduck                       | Aucune programmation                  |
| Mardi 20 juillet 1993                                               | Été      | Aucune programmation                                 | Le trophée et Il faut rattraper le temps                | Aucune programmation                      | Le dernier des farfadets              |
| Mercredi 21 juillet 1993                                            | Été      | Grammi serre les boulons                             | Aucune programmation                                    | La Guerre civile de Flagada Jones         | Aucune programmation                  |
| Jeudi 22 juillet 1993                                               | Été      | Aucune programmation                                 | La lune de miel et Le jour de la récolte                | Aucune programmation                      | Agent secret 00 Tac                   |
| Vendredi 23 juillet 1993                                            | Été      |                                                      | Aucune programmation                                    | N'abandonnez pas le navire                | Aucune programmation                  |
| Lundi 26 juillet 1993                                               | Été      |                                                      | Aucune programmation                                    | Fausse route vers fausse route            | Aucune programmation                  |
| Mardi 27 juillet 1993                                               | Été      | Aucune programmation                                 | Le ciel de Winnie                                       | Aucune programmation                      | Nuit de chine nuit Tac'ine            |
| Mercredi 28 juillet 1993                                            | Été      |                                                      | Aucune programmation                                    | Les Trois Canards du condor               | Aucune programmation                  |
| Jeudi 29 juillet 1993                                               | Été      | Aucune programmation                                 |                                                         | Aucune programmation                      | Le Parfum de la dame en mauve         |
| Vendredi 30 juillet 1993                                            | Été      |                                                      | Aucune programmation                                    | Le Canard d'Aquatraz                      | Aucune programmation                  |
| Lundi 2 aout 1993                                                   | Été      |                                                      | Aucune programmation                                    | Picsou dans le monde d'Ulysse et d'Homère | Aucune programmation                  |
| Mardi 3 aout 1993                                                   | Été      | Aucune programmation                                 |                                                         | Aucune programmation                      | Ice Crime                             |
| Mercredi 4 aout 1993                                                | Été      |                                                      | Aucune programmation                                    | Canards en gelée                          | Aucune programmation                  |
| Jeudi 5 aout 1993                                                   | Été      | Aucune programmation                                 |                                                         | Aucune programmation                      | Le royaume du grand volcan Tiveli     |
| Vendredi 6 aout 1993                                                | Été      |                                                      | Aucune programmation                                    | La cupidité ne paie pas                   | Aucune programmation                  |
| Lundi 9 aout 1993                                                   | Été      |                                                      | Aucune programmation                                    | Avalanche d'ennuis pour Picsou            | Aucune programmation                  |
| Mardi 10 aout 1993                                                  | Été      | Aucune programmation                                 |                                                         | Aucune programmation                      | Les Malheurs de Belzebuth             |
| Mercredi 11 aout 1993                                               | Été      |                                                      | Aucune programmation                                    | Le numéro un de la finance                | Aucune programmation                  |
| Jeudi 12 aout 1993                                                  | Été      | Aucune programmation                                 |                                                         | Aucune programmation                      | L'Arrestation d'Hercule Poivron [1/5] |
| Vendredi 13 aout 1993                                               | Été      |                                                      | Aucune programmation                                    | Là où un canard n'est jamais allé         | Aucune programmation                  |
| Lundi 16 aout 1993                                                  | Été      |                                                      | Aucune programmation                                    | Les robots déchaînés                      | Aucune programmation                  |
| Mardi 17 aout 1993                                                  | Été      | Aucune programmation                                 |                                                         | Aucune programmation                      | Tic & Tac enquêtent [2/5]             |
| Mercredi 18 aout 1993                                               | Été      |                                                      | Aucune programmation                                    | L'ombre de Miss Tick s'en va en guerre    | Aucune programmation                  |
| Jeudi 19 aout 1993                                                  | Été      | Aucune programmation                                 |                                                         | Aucune programmation                      | Fric Frac au Pôle Nord [3/5]          |
| Vendredi 20 aout 1993                                               | Été      |                                                      | Aucune programmation                                    | Le tout-à-l'égout                         | Aucune programmation                  |
| Lundi 23 aout 1993                                                  | Été      |                                                      | Aucune programmation                                    | Il était une fois un canard dans l'ouest  | Aucune programmation                  |
| Mardi 24 aout 1993                                                  | Été      | Aucune programmation                                 |                                                         | Aucune programmation                      | Hercule Poivron s'évade [4/5]         |
| Mercredi 25 aout 1993                                               | Été      |                                                      | Aucune programmation                                    | De mal en pis                             | Aucune programmation                  |
| Jeudi 26 aout 1993                                                  | Été      | Aucune programmation                                 |                                                         | Aucune programmation                      | La Poursuite infernale [5/5]          |
| Vendredi 27 aout 1993                                               | Été      |                                                      | Aucune programmation                                    | À la mémoire d'un Sphinx                  | Aucune programmation                  |

### Courts-métrages classiques diffusés
Depuis le lancement de l'émission le dimanche 7 janvier 1990, l'émission a toujours diffusé au moins un dessin-animé (en règle générale deux courts-métrages classiques dans l'émission du dimanche contre un dans celle du mercredi). Les dessins-animés diffusés étaient des courts-métrages classiques Disney, pour certains datant d'avant la Seconde Guerre Mondiale.

Les dessins animés de l’émission étaient annoncés dans la rubrique Télé Disney du Journal de Mickey. Voici une liste non exhaustive de ces derniers :

| Dimanche matin | Mercredi matin | Émission d'Été le Samedi matin                                                        |
| --- | --- | ------------------------------------------------------------------------------------- |
| - Pluto chien de garde et Le Jardin de Donald (émission du dimanche 6 septembre 1992), - Donald chez les écureuils et Lambert le lion peureux (émission du dimanche 13 septembre 1993), - Donald capitaine des pompiers et Dingo fait de la gymnastique (émission du dimanche 20 septembre 1992), - Chien postier et La Légende du rocher coyote (émission du dimanche 27 septembre 1992) - Champion de hockey et Pluto chanteur de charme (émission du dimanche 4 octobre 1992) - Les Cacahuètes de Donald et Donald fait son beurre (émission du dimanche 11 octobre 1992) - Bonne nuit Donald (émission du dimanche 18 octobre 1992), - Les Alpinistes et Donald cuistot (émission du dimanche 25 octobre 1992), - Donald et les Pygmées Cannibales (émission du dimanche 1er novembre 1992) - L'Autruche de Donald et L'Arche du père Noé (émission du dimanche 8 novembre 1992), - Ferdinand le taureau et Papa Dingo (émission du dimanche 15 novembre 1992), - Donald décorateur et La Poule aux œufs d'or (émission du dimanche 22 novembre 1992), - Un os pour deux (émission du dimanche 29 novembre 1992) - Donald et le Gorille (émission du dimanche 6 décembre 1992) - Dingo et Dolorès (émission du dimanche 13 décembre 1992), - Donald dans le Grand Nord et Donald bagarreur (émission spéciale du dimanche 20 décembre 1992) - Les Enfants des bois (émission du dimanche 27 décembre 1992) - Elmer l'éléphant et Nettoyeurs de pendules (émission du dimanche 3 janvier 1993) - Imagination débordante et Le Grand Méchant Loup (émission du dimanche 10 janvier 1993) - Aquamania et Dingo joue au baseball (émission du dimanche 17 janvier 1993) - Chasseur d'autographes et Pépé le grillon (émission du dimanche 24 janvier 1993) - Casey contre attaque et Donald et Pluto (émission du dimanche 31 janvier 1993), - Le Dilemme de Donald et Nettoyeurs de pendules (émission du dimanche 7 février 1993) - Dingo détective et Pluto bandit (émission du dimanche 14 février 1993) - La Souris volante et Dingo architecte (émission du dimanche 21 février 1993) - En route pour l'Ouest et Dingo Champion de ski (émission du dimanche 28 février 1993) - Dingo toréador et La Cigale et la Fourmi (émission du 7 mars 1993) - Donald capitaine des pompiers et Le Déménagement de Mickey (émission du dimanche 14 mars 1993), - Pluto et le Bourdon et La déesse du printemps(émission du dimanche 21 mars 1993) - Donald photographe et Le Pélican et la Bécasse (émission du dimanche 28 mars 1993), - Donald le chanceux et Qui a tué le rouge-gorge ? (émission du dimanche 4 avril 1993) - Le Verger de Donald et Vive le pogostick (émission du dimanche 11 avril 1993), - Inventions modernes (émission du dimanche 18 avril 1993) - Le Cirque de Mickey (émission du dimanche 25 avril 1993) - Les Bébés de l'océan (émission du dimanche 2 mai 1993) - Petit poulet (émission du dimanche 23 mai 1993) - Le Vieux Moulin (émission du dimanche 30 mai 1993) - Les Quintuplés de Pluto (émission du dimanche 6 juin 1993)) - Le Camarade de Pluto (émission du dimanche 27 juin 1993), - Donald fait son beurre (émission du dimanche4 juillet 1993) - Un dessin animé avec Pluto et le second avec Donald (émission du dimanche 8 août 1993) - Rendez-vous retardé et El Gaucho Goofy (émission du dimanche 15 août 1993) | - Lion attaque et Le pull de Pluto (émission du mercredi 2 septembre 1992) - Ohé, Donald et Le Vilain Petit Canard (émission du mercredi du 9 septembre 1992), - Pluto au pays des tulipes et Donald gagne le gros lot (émission du mercredi du 16 septembre 1992), - Pluto et les coyottes et La Machine volante (émission du mercredi du 23 septembre 1992), - Tic et Tac séducteurs et Le Brave Petit Tailleur (émission du mercredi 30 septembre 1992) - Pile ou Farces et Dingo à la chasse (émission du mercredi du 7 octobre 1992), - L'ours attrapé et Colleurs d'affiches (émission du mercredi du 14 octobre 1992), - Tic et Tac au far west et L'Agenda de Donald (émission du mercredi du 21 octobre 1992), - Brave mécanicien et Peinture fraîche (émission du mercredi du 281 octobre 1992) - Guerre froide et Donald au ranch (émission du mercredi du 4 novembre 1992), - Dodo Donald et Comment jouer au football (émission du mercredi du 11 novembre 1992), - Rien qu'un chien et Soyons associés (émission du mercredi du 18 novembre 1992), - Donald fermier et Pluto resquilleur (émission du mercredi du 25 novembre 1992), - Les Chiens de secours et Pluto détective (émission du mercredi du 2 décembre 1992), - Pluto Junior et Donald a des ennuis (émission du mercredi 9 décembre 1992) - Pluto somnanbule et Un lion de société (émission du mercredi du 16 décembre 1992), - Donald joue au golf et Donald et les Grands Espaces (émission du mercredi du 23 décembre 1992) - La Petite Maison et Pluto et le rat des champs (émission du mercredi 30 décembre 1992) - Constructeurs de bateau et L'Œuf du condor géant (émission du mercredi 6 janvier 1993) - Donald crève et Petit Toot (émission du mercredi 13 janvier 1993) - L'Histoire d'Anybourg et Trombone en coulisse (émission du mercredi 20 janvier 1993) - Attention fragile et Don Donald (émission du mercredi du 27 janvier 1993), - Chasseurs d'élans et L'Heure symphonique (émission du mercredi du 3 février 1993), - Donald et la Sentinelle et Le Chat, le Chien et la Dinde (émission du mercredi du 10 février 1993) - Donald et son double (émission du mercredi du 17 février 1993) - Un dessin animé avec Donald (émission du mercredi du 24 février 1993) - La chasse au tigre et La Blanchisserie de Donald (émission du mercredi du 3 mars 1993) - Joujoux brisés et Le Cousin de Donald (émission du mercredi 10 mars 1993) - Un dessin animé avec Dingo (émission du mercredi du 24 mars 1993) - Donald et les Fourmis et Dingo et Wilbur (émission du mercredi du 31 mars 1993), - Oiseaux de printemps et Donald visite le parc de Brownstone (émission du mercredi 7 avril 1993) - Attention au lion (émission du mercredi du 14 avril 1993) - Pluto et l'Armadillo et Dingo joue au tennis (émission du mercredi du 28 avril 1993), - Plutopia et Le Retour de Toby la tortue (émission du mercredi du 5 mai 1993), - Dude Duck et Les Locataires de Mickey (émission du mercredi du 12 mai 1993) - Le Golf (émission du mercredi du 19 mai 1993) - Donald boxeur (émission du mercredi du 26 mai 1993) - Jardin paradisiaque et Le Voyage de Mickey (émission du mercredi 2 juin 1993) - Donald et Dingo marins et Les Amours de Pluto (émission du mercredi du 16 juin 1993), - Un dessin animé avec Mickey (émission du mercredi du 23 juin 1993) - Donald le riveur et Gai... Gai... Baignons-nous (émission du mercredi du 30 juin 1993), | - Donald décorateur (dernière émission spéciale vacances du samedi 5 septembre 1992), |

## RubriqueChantons ensemble
À partir de l'émission du dimanche 18 avril 1993, l'émission du dimanche débuta par la rubrique Chantons ensemble, qui remplace le court-métrage diffusé initialement en début d'émission. Une s'agit d'un extrait de dessin-animé ou de film, avec de la musique dont les paroles s'affichent à l'écran, et que les téléspectateurs chantent en rythme.
Voici la liste des émissions:
- "Sous l'océan" (émission du dimanche 18 avril 1993)[49]
- "La tyrolienne des nains" (émission du dimanche 25 avril 1993)[50]
- "Ho hisse hé ho" et "Quand je vois voler un éléphant" (émission du dimanche 23 mai 1993)[54]
- "Est-ce bien le chemin" et "Hé ho" (émission du dimanche 30 mai 1993)
- "Sur la plage" et "Beau cerf-volant" (émission du dimanche 6 juin 1993)[57]
- "Entrons dans la danse" "Les trois caballeros" (émission du dimanche 27 juin 1993)[60]

## Promotion de l'émission

### Histoires dérivées des séries diffusées
Afin de permettre une promotion de l'émission, et ainsi retourner l'aide promotionnelle faîte par l'émission en faveur de ces journaux, des histoires dérivées des séries diffusées furent ainsi publiées. En comptant à la fois les publications faites dans le Journal de Mickey et le Disney Club Vacances, on atteint pour cette saison 22 histoires diffusées, ce qui correspond aux volumes de publications des saisons précédentes, avec 22 histoires pour la première saison et 17 histoires pour la seconde saison, le maximum étant atteint pour la troisième saison avec 24 histoires.

#### Dans leJournal de Mickey
Au cours de cette quatrième, la nouvelle série étant Myster Mask, les publications de l'hebdomadaire ce sont donc focalisés sur ce personnage. Il est toutefois à noter la faiblesse pour cette saison des publications dans le Journal de Mickey, du fait que seules trois histoires furent publiées, toutes entre septembre et octobre 1992 (contre vingt-deux histoires pour la saison 1, quinze histoires pour la saison 2 et onze histoires pour la saison 3).

Publications pour Myster Mask:
- Raté pour la rentrée (histoire FJM 92214B publiée le 4 septembre 1992)[1]
- Héros sous influence (histoire KJZ 045 publiée le 2 octobre 1992)[9]
- Trop police pour être honnête (histoire FJM 92219 publiée le 23 octobre 1992)[130]

#### Dans leDisney Club Vacances
À l'inverse du Journal de Mickey, le bimestriel de l'émission a continué de voir augmenter le nombre d'histoires dérivées des séries diffusées dans l'émission. En effet le nombre total d'histoires publiées est de dix-neuf pour cette saison (contre treize pour la saison 3 et deux pour la saison 2).

Publications pour La Bande à Picsou:
- Vol lunaire (histoire KJZ026 publiée le 16 décembre 1992)[138]
- Le rayon réducteur (histoire KZ0790 publiée le 10 février 1993)[139]
- La voiture de l'an 3000 (histoire D89135 publiée le 10 février 1993)[139]
- La malédiction de la pâte à pain (histoire KZ5190 publiée le 7 avril 1993)[140]
- Dans l'œil du cyclope (histoire D88274 publiée le 7 avril 1993)[140]
- Une pieuvre pour la soif (histoire D89239 publiée le 21 juillet 1993)[141]
- L'ile aux perles (histoire KZ3990 publiée le 21 juillet 1993)[141]

Publications pour Tic et Tac, les rangers du risque:
- Opération fromage (histoire KC1091 publiée le 21 octobre 1992)[142]
- Acrobaties aériennes! (histoire KZ4790 publiée le 16 décembre 1992)[138]
- L'invention diabolique (histoire KZ7590 publiée le 10 février 1993)[139]
- Les docks de l'angoisse (histoire KZ3090 publiée le 7 avril 1993)[140]

Publications pour Super Baloo:
- Les p'tites bêtes qui volent (histoire KZ2690 publiée le 21 octobre 1992)[142]
- L'apprenti pilote (histoire KZ5490 publiée le 16 décembre 1992)[138]
- L'ultime vol du Pillard (histoire KZ6090 publiée le 7 avril 1993)[140]
- Raz de marée sur Cap Suzette (histoire KJZ009 publiée le 21 juillet 1993)[141]

Publications pour Myster Mask:
- Drôle de salade (histoire KJZ047b publiée le 21 octobre 1992)[142]
- Le bout du monde (histoire KJZ078 publiée le 16 décembre 1992)[138]
- Mystermask contre Liquidator (histoire KJZ036 publiée le 10 février 1993)[139]
- Course contre " La flèche" (histoire KJZ064 publiée le 21 juillet 1993)[141]